# Повесть об одной девушке
«Повесть об одной девушке» — советский фильм 1960 года, снятый на киностудии «Грузия-фильм» режиссёром Михаилом Чиаурели.

## Сюжет
Драма, затрагивающая общественные проблемы, построенная на материале из жизни современной грузинской деревни.— Киноискусство Советской Грузии / Кора Церетели. — М., 1969. — 95 с. — стр. 27
Юная девушка Лали после окончания института по совету своего дедушки решает не оставаться в городе, а отправиться работать в деревню.
Вначале неопытной девушке приходится нелегко среди неразговорчивых, замкнутых крестьян. Она уже готова бросить свою работу и уехать в город, но помня наказ деда остаётся. Постепенно своей добросовестной работой она добивается изменения отношения к ней жителей села.

## В ролях
- Софико Чиаурели — Лали Николадзе
- Акакий Васадзе — дедушка Миха
- Верико Анджапаридзе — бабушка Мария
- Всеволод Аксёнов — Кравцов
- Георгий Шенгелая — Гела
- Коте Даушвили — Торнике
- Саломе Канчели — Минадора
- Георгий Сагарадзе — профессор
- Тариэль Сакварелидзе — Илья
- Реваз Хобуа — Муртази
- и другие

## Критика
Роль в фильме — дипломная ВГИКовская актёрская работа Софико Чиаурели и её первая главная роль:

Уже следующая работа, Лали в фильме «Повесть об одной девушке», потребовала от актрисы нового. «Мне предстояло показать на экране формирование личности, но поступки Лали я понимала не совсем, вернее, не разделяла их. Я старалась помочь героине осознать себя, выйти на правильную дорогу». Так начался путь Чиаурели в незнакомое, отличное от её представлений, жизни и судьбы.— журнал «Экран», 1975